# 추 (유유백서)
추(酎)는 《유유백서》에 등장하는 등장인물으로, 국내명은 한자를 그대로 반영한 촌.

## 소개
육유괴팀의 주장으로 정정당당한 방법으로 유스케와 붙으나 패배. 나중에 우라메시 유스케와 다시 겨루기 위해, 쿠라마의 제안으로 겐카이에 제자로 들어가 수행을 하며, 토너먼트에 참여한다.